# 普义乡
普义乡，是中华人民共和国云南省普洱市宁洱哈尼族彝族自治县下辖的一个乡镇级行政单位。

## 行政区划
普义乡下辖以下地区：
普义村、田头寨村、曼芽村、普胜村、普治村、端金村、干塘村和三丘田村。